# Ujvárossy Albert
Ujvárossy Albert (Bihardiószeg, 1845. február 9. – Nagyvárad, 1916. október 19.) színész.

## Életútja
Pályáját 1866-ban Fáy János színigazgatónál kezdte, egy év múlva már elsőrendű társalgási és jellemkomikus szerepkört töltött be. Tősgyökeres, magyar lélekből fakadó humorával az akkori időknek patriarkális és a színészvilággal melegen együttérző, magyar úri közönségnek dédelgetett kedvence lett. 37 éves színészi pályája alatt, kisebb-nagyobb színtársulatokkal bejárta csaknem az egész országot. A nagyobb városok, amelyek színészi pályája nevezetes sikereinek színhelyei voltak: 1870-ben Nagyvárad, 1875-ben Kolozsvár, 1880-ban Kassa, 1886-ban Újpest, ahol baráti unszolásra színigazgatóságot is vállalt, majd 1899-ben Sopron, 1901-ben Szatmár, 1903-ban Eperjes voltak állomásai, míg végül mindkét szemevilágát elveszítette és 1903-ban nyugalomba vonulni kényszerült. Kiváló alakításai voltak a népies és magyar lelkületéhez különösen rokon népszínművek alakjai, nevezetesen a Sárga csikó pusztabírója, a Vereshajú öreg Keszegje, a Falu rosszában Gonosz Pista, a Cigányban Zsiga cigány, a Rokkant huszár tábornokja stb. De a társadalmi színművekben is jó alakításokat produkált: a Proletárok Mosolygójában, vagy a Miniszter előszobájának Knabe Farkas Jeremiásában elragadta a közönséget, míg a Szabinnők elrablásának Rettegi Fridolinjával utolérhetetlen bohózati és artisztikus érzékről tett tanúságot. Meghalt 1916. október 19-én, első nagy sikereinek színhelyén, Nagyváradon.
Neje: Szaszkiewicz Melanie, sz. 1852. január 12-én, Budán, megh. 1924. február 17-én, Budapesten.